# 정민규 (법조인)
정민규(鄭潣揆, 1970년~)는 대한민국의 법조인이다. 현재 법무법인 평천의 대표 변호사이자 前검사이다.

## 생애
경상남도 진주 출신으로, 경상국립대학교 사범대학 부설고등학교와 서울대학교 법학과를 졸업했다. 1996년 제38회 사법시험에 합격하여 1999년에 28기로 사법연수원을 마쳤다. 2015년 2월에는 카이스트 테크노경영대학원에서 경영학 석사를 수료했다. 
공익법무관을 마친 후 2005년부터 2007년까지 참여정부 청와대에서 기획조정비서관실, 제도개선비서관실의 행정관으로 재직하였다.
대통령 비서실 근무를 마친 후, 2007년 수원지검 검사로 임관되었다. 이후 수원지검 안양지청 수석검사, 대구지검 서부지청의 부부장 검사로 활동하다가 변호사로 개업하였다. 
2014년부터 2015년까지 KB금융그룹 준법감시인(상무)로 임명되어 KB금융그룹의 내부통제, 법무 등의 업무를 총괄하였다. 이 시절 국민은행 주전산기 교체로 촉발된 그룹 내 지배구조 분쟁과 관련하여 금융위원회, 금감원의 검사 및 징계에 대한 그룹 내 대응을 이끌었다.
2016년 KB증권의 CIB 기획실 전무로 영전하여 KB금융그룹의 은행·증권 복합 IB점포 신규 개점 등의 IB 업무를 담당하였다.
2019년부터 2020년까지 금융위원회 산하의 금융채권자조정위원회의 조정위원으로 활동하였다. 
2021년 법무법인 평천을 설립하여 현재까지 대표변호사로 재직 중에 있고, 2023년부터 서울특별시 행정심판위원회와 서울특별시 지방토지수용위원회의 위원으로 위촉되어 활동하고 있다.
대한사격연맹 이사와 민주평화통일자문회의 상임위원으로도 활동하는 등 법률분야 이외의 대외활동도 꾸준히 해 오고 있다.
북한법과 북한투자에 관심이 많아 2018년부터 2020년까지 대한변호사협회 통일문제연구위원회 부위원장으로 활동하였고, 2019년 3월에 남북교류협력과 북한투자에 대한 전문지식을 기반으로‘북한투자의 시대’라는 단행본을 출간하였다.
2020년 2월에 라임자산운용 펀드 환매중단 피해자들 다수를 대리하여 라임자산운용 대표 등 관계자들을 집단고소하고, 2022년 5월에 안경재 변호사와 함께 검수완박 국가배상청구의 소를 제기하여 수사권조정의 문제점을 공론화하는 등 공익활동에도 지속적으로 참여하고 있다.

## 경력
- 서울특별시 행정심판위원회 위원 (2023.3~)
- 서울특별시 지방토지수용위원회 상임위원 (2023.1~)
- 법무법인 평천 (2022.10~)
- 대한사격연맹 스포츠공정위원회 위원 (2021.5~)
- 피데스법률사무소 대표변호사 (2020.7)
- 민주평화통일자문회의 상임위원 (2019.9~)
- 피데스컨설팅 대표이사 (2019.5~)
- 금융채권자 조정위원회 위원 (2019.1~)
- 대한변호사협회 통일문제연구위원회 위원 (2018.6~)
- 드론돔 사외이사 (2018.4~)
- 법무법인 광화 대표변호사 (2018.4~)
- 대한카누연맹 스포츠공정위원회 부위원장 (2018.1~)
- KB투자증권 CIB기획실 전무, 변호사 (2016.1)
- 대한카누연맹 이사 (2018.1~)
- KB금융지주 상무 (2014.1~2015.12)
- 대구지방검찰청 부부장검사 (2011.2~2011.12)
- 수원지방검찰청 안양지청 수석검사 (2009.3~2011.)
- 수원지방검찰청 검사 (2007.8~2009.2)
- 대통령비서실 행정관 (2005.7~2007.1)